# WTCC i Frankrike
FIA WTCC Race of France är den franska deltävlingen av FIA:s standardvagnsmästerskap World Touring Car Championship som kördes mellan 2005 och 2009. 2005 och 2006 på Magny-Cours och mellan 2007 och 2009 på Circuit de Pau-Ville, vilken körs i staden Pau . 2010 kördes inget WTCC-race i Frankrike.

## Säsonger

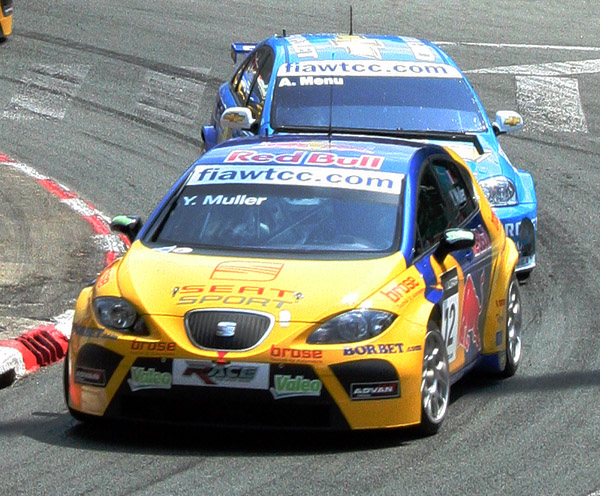
Yvan Muller jagas av Alain Menu på Paus gator 2007.

| År   | Bana                          | Race | Segrare förare              | Segrare märke               | Rapport               |
| ---- | ----------------------------- | ---- | --------------------------- | --------------------------- | --------------------- |
| 2009 | Circuit de Pau-Ville          | 1 2  | Robert Huff Alain Menu      | Chevrolet Cruze             | WTCC i Frankrike 2009 |
| 2008 | Circuit de Pau-Ville          | 1 2  | Augusto Farfus Andy Priaulx | BMW 320si                   | WTCC i Frankrike 2008 |
| 2007 | Circuit de Pau-Ville          | 1 2  | Alain Menu Augusto Farfus   | Chevrolet Lacetti BMW 320si | WTCC i Frankrike 2007 |
| 2006 | Circuit de Nevers Magny-Cours | 1 2  | Dirk Müller Andy Priaulx    | BMW 320si                   | WTCC i Frankrike 2006 |
| 2005 | Circuit de Nevers Magny-Cours | 1 2  | Jörg Müller                 | BMW 320i                    | WTCC i Frankrike 2005 |